# Ahhotep II
Ahhotep fue la última faraona egipcia de la Dinastía XVII; pero su identidad aún es objeto de debate. Hermana y Gran Esposa Real de Amenofis I, uno de los faraones de la XVIII dinastía egipcia, y vivió entre c. 1525 y 1504 a. C. 
(Otras grafías de su nombre: Aahhotep II, Iahhotep II, Aah-Hotep II, etc.)
Era hija del fundador de la dinastía, Amosis I, y de la reina Ahmose-Nefertari. Su nombre significa "la Luna está satisfecha" (en una alusión al dios lunar Iah) que comparte con su abuela, la reina Ahhotep. Ahmose-Nefertiry heredó el papel de Ahhotep II como reina principal de Amosis I.
Durante algún tiempo existió un misterio por resolver alrededor de esta reina. A pesar de que los registros reales se refieran la ella como "Hija de Rey, Esposa de Rey, Madre de Rey", no se conocía quien era el hijo que habría reinado. En 1918 fue descubierto el cuerpo de un bebé del sexo masculino en Deir el-Bahari, que fue identificado como el príncipe Amenemhat, hijo de Aah-hotep y de Amenofis, que habría sido el príncipe heredero y que falleció cuando tenía uno o dos años de edad, dejando el trono a Tutmosis. Se sabe que su túmulo fue violado en tiempos de la dinastía XX, habiendo encontrado su cuerpo en unas colinas próximas los sacerdotes del dios Amón. Estos sacerdotes volvieron a sepultarlo en la DB320 ,o escondrijo real de Decir El Bahari. Vittmann señaló que la reina Ahhotep II también llevaba el título de "Madre de la reina" y que no tenía ningún hijo que ascendiera al trono.
Ahhotep II tiene un papel fundamental en la llamada Venganza Tebana.
Fue la madre de Ahmose, primer rey de la XVIII Dinastía, Ahhotep II se encargó de los aspectos económico-políticos y religiosos mientras Ahmose luchaba por reconquistar de nuevo los territorios egipcios en manos de Nubians y Hyksos. El papel relevante de Ahhotep II se debió a que Ahmose era demasiado joven para reinar.